# Amt Oldenstadt

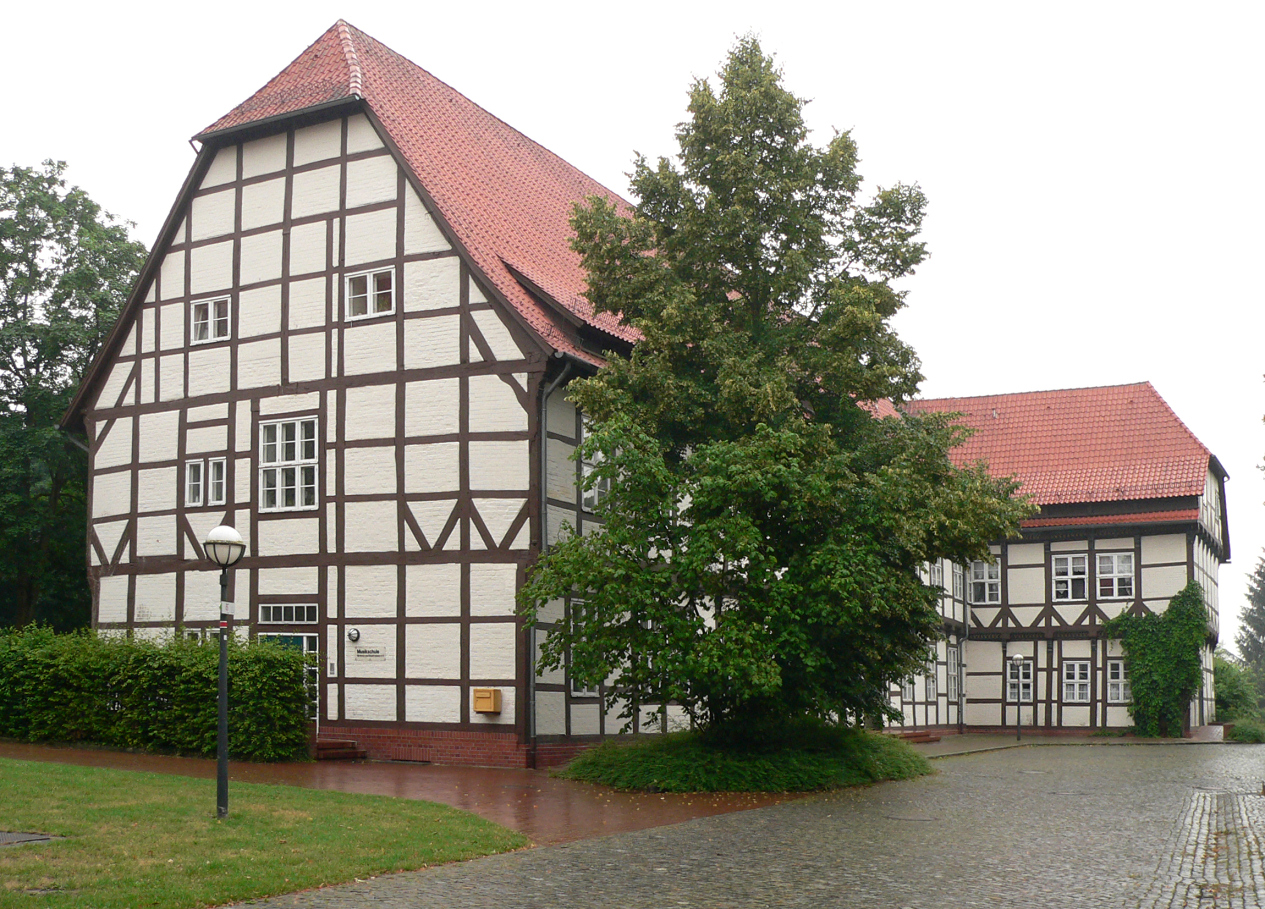
Sitz des früheren Amt Oldenstadt auf dem Gelände des ehemaligen Klosters Oldenstadt

Das Amt Oldenstadt war ein historisches Verwaltungsgebiet des Fürstentums Lüneburg, später des Königreichs Hannover.

## Geschichte
Das Amt Oldenstadt geht auf das im 10. Jahrhundert gegründete Benediktinerkloster Oldenstadt und seinen Besitz zurück, der 1529 unter Ernst dem Bekenner säkularisiert und in ein Amt umgewandelt wurde. Seit 1740 war es hinsichtlich der Ausübung der Hoheitsrechte und Gerichtsbarkeit auf den Ort Oldenstadt beschränkt, behielt jedoch auch die gutsherrlichen Rechte für annähernd 400 ehemalige Klosterleute. Nach der französisch-westphälischen Herrschaft wurden dem Amtssprengel am 1. Mai 1817 59 Dörfer des bisherigen Amts Bodenteich zugelegt. 1852 kamen weitere 20 Dörfer des Amts Bodenteich, zwei Dörfer des Amts Lüchow, drei Dörfer des Amts Dannenberg sowie ein Dorf des Amts Hitzacker. 1859 wurden die Ämter Bodenteich und Oldenstadt vereinigt. Acht Dörfer im Kirchspiel Himbergen fielen an das Amt Medingen, sechs Gemeinden des aufgehobenen Amts Ebstorf wurden in das Amt Oldenstadt umgegliedert. 1885 ging das Amt im Kreis Uelzen auf. Die Verwaltung blieb bis 1953 in Oldenstadt.

## Amtmänner
- 1783–1785: Jonas Christian Hermann Chappuzeau (1727–1785), 1783 Amtmann, später Oberamtmann
- 1812–1824: Carl Detlev Burchard Friedrich von Oldershausen, Drost
- 1824–1830: Ernst von der Wense, Drost
- 1831–1849: Georg Otto Friedrich Koch, Amtmann, ab 1848 Oberamtmann
- 1850–1867: Carl Ludwig von Plato, Amtsassessor, ab 1852 tit. Amtmann, 1853 Amtmann, 1867 Oberamtmann
- 1868–1877: Gustav Albrecht, Amtmann, Kreishauptmann des (Steuer-)Kreises Uelzen
- 1878–1885: Conrad von Massow: Amtmann, Kreishauptmann des (Steuer-)Kreises Uelzen